# Boeing E-6 Mercury
El Boeing E-6 Mercury (anteriormente E-6 Hermes) es un puesto de mando y relé de comunicaciones aerotransportado basado en el Boeing 707-320. El E-6A original, fabricado por la división de defensa de Boeing, entró en servicio con la Armada de los Estados Unidos en julio de 1989, reemplazando al EC-130Q. Transmitía instrucciones de la Autoridad de Mando Nacional a la flota de submarinos de misiles balísticos (ver comunicaciones con submarinos), una misión conocida como TACAMO (TAke Charge And Move Out). El modelo E-6B desplegado en octubre de 1998 conservó esta tarea, pero añadía más capacidades al puesto de mando y control de los misiles terrestres y de los bombarderos estratégicos nucleares. El E-6B reemplazó a los EC-135C de la Fuerza Aérea en la tarea "Looking Glass", proporcionando mando y control de las fuerzas nucleares estadounidenses en caso de que el control terrestre quedase inoperativo. La producción se mantuvo hasta 1991, por lo que el E-6 fue el último derivado nuevo del Boeing 707 en ser construido.

## Desarrollo y diseño

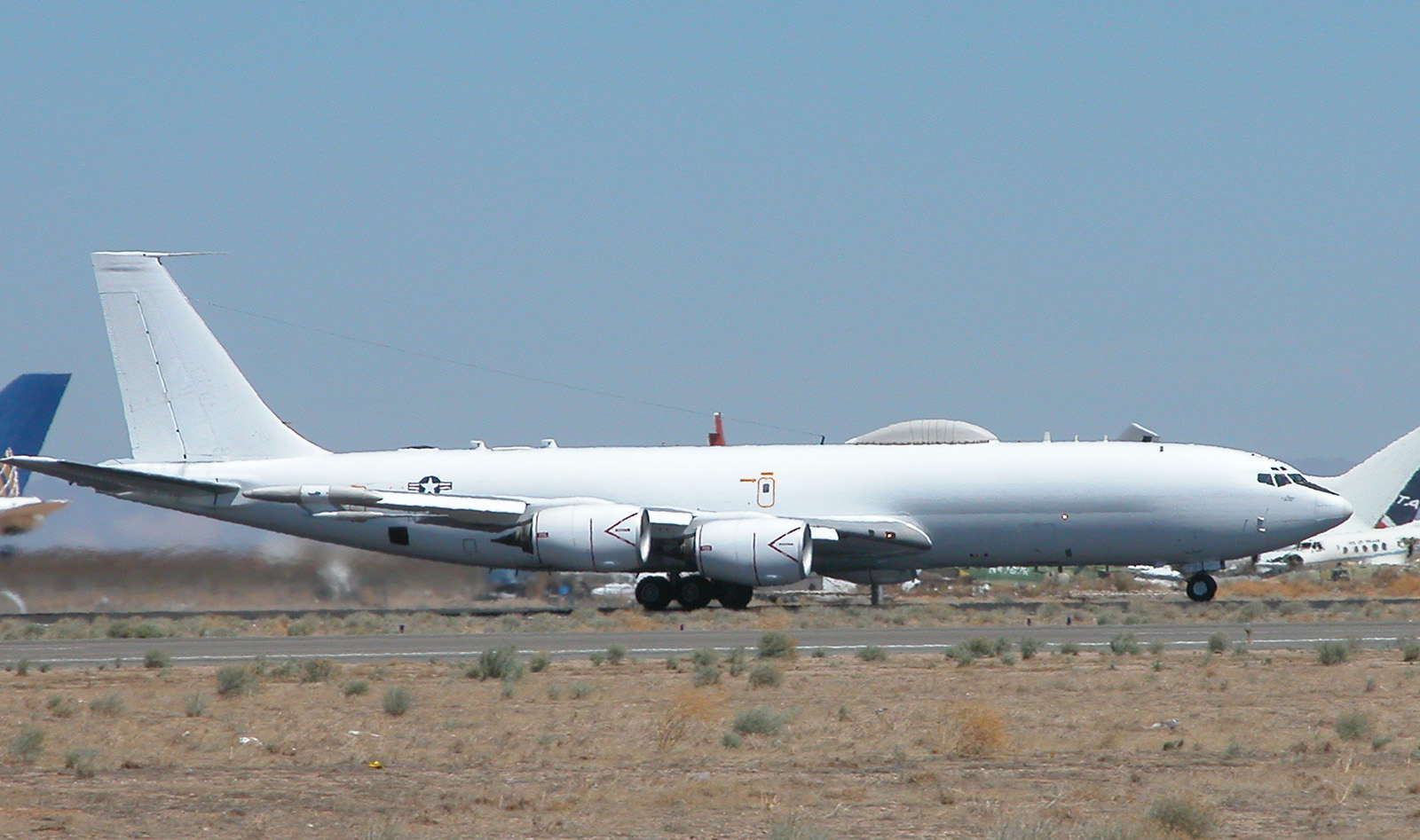
E-6B Mercury de la Armada en el Puerto Aéreo y Espacial de Mojave.

Como el avión E-3 Sentry de alerta temprana y control aerotransportado (AWACS), el E-6 es una adaptación del avión de pasajeros Boeing 707-320. El primer E-6 realizó su primer vuelo, desde la fábrica de Boeing en Renton, el 19 de febrero de 1987, cuando voló hasta Boeing Field, Seattle, para ser equipado con la aviónica de misión. El avión fue entregado a la Armada para realizar pruebas el 22 de julio de 1988. El E-6A, con el nombre inicial de Hermes, entró en servicio con el VQ-3 el 3 de agosto de 1989, recibiendo sus E-6A el segundo escuadrón, el VQ-4, en enero de 1991, permitiendo la retirada del EC-130Q en junio de ese año. El E-6A fue rebautizado Mercury en otoño de 1991, a solicitud de la Armada. Se entregaron dieciséis unidades de 1988 a 1992.
El E-6B es una modernización del E-6A. Incluye una área de gestión de batalla y equipo de misión actualizado. Los sistemas de la cubierta de vuelo fueron reemplazados más tarde por una cabina sin modificar de 737 Next Generation. Esto incrementó sustancialmente el control del piloto y redujo los costes respecto al paquete anterior de aviónica adaptada. El primer E-6B fue aceptado en diciembre de 1997. Los 16 E-6A fueron modificados al estándar E-6B, realizándose la entrega final el 1 de diciembre de 2006.

## Historia operacional
El avión de nombre en código Looking Glass (Espejo), es el Puesto de Mando Aerotransportado del Mando Estratégico de los Estados Unidos (USSTRATCOM), diseñado para tomar el mando en caso de que el Centro de Operaciones Globales (GOC), localizado en la Base Offutt de la Fuerza Aérea, Nebraska, fuera destruido o incapaz de comunicarse con las fuerzas estratégicas. El término espejo se usó porque "refleja" las capacidades de la Armada de controlar fuerzas nucleares.
La flota de E-6 está basada en la Base Tinker de la Fuerza Aérea, Oklahoma, y es operada por los Escuadrones de Reconocimiento Aéreo de la Flota 3 (VQ-3) y 4 (VQ-4).

## Variantes
E-6A Hermes/Mercury
Versión inicial de mando y control, 16 construidos.
E-6B Mercury
Versión modernizada del E-6A, 16 convertidos.

## Operadores
Estados Unidos
- Armada de los Estados Unidos

## Especificaciones

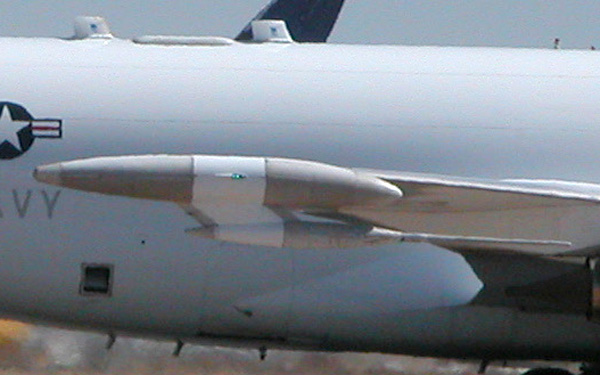
Detalle de la punta alar del E-6.

Referencia datos: Navy Fact File

### Características generales
- Tripulación: Veintidós
- Longitud: 45,8 m (150,3 ft)
- Envergadura: 45,2 m (148,3 ft)
- Altura: 12,9 m (42,3 ft)
- Peso cargado: 154 400 kg (340 297,6 lb)
- Peso máximo al despegue: 154 400 kg (340 297,6 lb)
- Planta motriz: 4× turbofán de alta derivación CFM International CFM56-2A-2.
  - Empuje normal: 106,8 kN (10 890 kgf; 24 010 lbf) de empuje cada uno.

### Rendimiento
- Velocidad nunca excedida (Vne): Mach 0,862
- Alcance: 12 144 km (6557 nmi; 7546 mi)
- Techo de vuelo: 12 200 m (40 026 ft)

## Aeronaves relacionadas

### Desarrollos relacionados
- Boeing 707

### Aeronaves similares
- Boeing E-4
- Boeing EC-135
- Northrop Grumman E-10 MC2A
- Ilyushin Il-80
- Tupolev Tu-142MR

### Secuencias de designación
- Secuencia E-_ (Aviones con instalación Electrónica especial estadounidenses, 1962-presente): ← E-3 - E-4 - E-5 - E-6 - E-7 - E-8 - E-9 →